# حاج مريح (الريف الغربي)
حاج مريح (بالفارسية: حاج‌مریح) هي منطقة سكنية تقع في إيران في قسم الريف الغربي الريفي. يقدر عدد سكانها بـ 161 نسمة بحسب إحصاء 2016.